# Зорін Андрій Микитович
Андрі́й Мики́тович Зорін (нар. 23.08.1933, с. Мишурин Ріг, Верхньодніпровський район, Дніпропетровська обл., Україна — пом. 11.05.2003, Дніпропетровськ, Україна) — український вчений-гірник, доктор технічних наук, професор, лауреат Державної премії України в галузі науки і техніки.

## З творчої біографії
Народився в багатодітній селянській родині. Після повернення батька з ВВВ сім'я переїхала до Дніпропетровська.
Закінчив Дніпропетровський гірничий інститут, інженер-маркшейдер. Науковий керівник — Федір Абрамов.
У 1960-х роках перейшов на роботу в Дніпропетровський Інститут геотехнічної механіки.
Лауреат премії ім. О. М. Динника НАН України, відзначений грамотами Верховної Ради та Президії Академії наук України. Удостоєний «Шахтарської слави» I, II, III ступеня; медалі «За доблесну працю», бронзової медалі «За досягнуті успіхи в розвитку народного господарства СРСР», медалі «За заслуги в справі винахідництва», медалі «За розвиток медицини і охорони здоров'я» та ін.
Автор понад 140 винаходів, 20 монографій, 300 наукових робіт.